# Троаллик, Катрин
Катрин Троаллик (род. 10 мая 1974, Сент-Адресс) — французский политик, депутат Национального собрания, член Социалистической партии Франции.

## Биография
Родилась 10 мая 1974 году в пригороде Гавра Сент-Адрессе (департамент Приморская Сена). Изучала историю в университете Руана, получила степень магистра в области современной истории.
Вступив в 2001 году в ряды Социалистической партии, Катрин Троаллик с 2005 года работает в партийных структурах Гавра. В 2007 году была заместителем Акилино Мореля, кандидата социалистов по 6-му избирательному округу департамента Приморская Сена, но он не смог даже выйти во 2-й тур. В 2008 году безуспешно пыталась пройти в Совет департамента Приморская Сена от кантона Гавр-2. В том же году вошла в список социалистов на муниципальных выборах и стала членом городского совета Гавра. В 2010 году по списку социалистов она была избрана в состав Совета региона Верхняя Нормандия.
На выборах в Национальное собрание в 2012 году Катрин Троаллик стала кандидатом социалистов по 8-му избирательному округу департамента Приморская Сена. В 1-м туре она заняла первое место, опередив на 83 голоса кандидата коммунистов Жана-Пьер Лекока, и в соответствии с предвыборным соглашением между левыми партиями он снял свою кандидатуру во 2-м туре.
На выборах в Национальное собрание в 2017 году вновь баллотировалась по 8-му избирательному округу департамента Приморская Сена, заняла шестое место в 1-м туре с 6 % голосов и сдала мандат депутата Национального собрания.

## Занимаемые выборные должности
09.03.2008 — 26.06.2012 — член совета города Гавр 

21.03.2010 — 31.12.2015 — член совета региона Верхняя Нормандия 

20.06.2012 — 20.06.2017 — депутат Национального собрания Франции от 8-го избирательного округа департамента Приморская Сена.